# 運命 (チャイコフスキー)
『運命』 作品77は、ピョートル・チャイコフスキーが作曲した管弦楽のための交響詩、または幻想曲。1868年に作曲されて1869年に初演が行われたが、後年チャイコフスキーが総譜を破棄してしまい、作曲者の死後3年経ってから遺作の作品番号を付されて出版された。

## 成立の経緯
チャイコフスキーが本作の作曲に着手したのは1868年の9月末から10月初めにかけてであった。いったん作曲を中断した彼は演奏旅行中のベルギーのソプラノ、デジレ・アルトーへと意識を集中させた。アルトーに恋愛感情を抱いていたのである。2人は結婚について話し合い、計画を先へ進めるべく1869年の夏にパリで再会することにする。アルトーはオペラ会社との演奏旅行を続けるために彼と別れてワルシャワへと旅立っていった。
チャイコフスキーは1868年11月2日（ユリウス暦 10月21日）までに曲の骨組みを固め、同年12月には記譜を終えた。初演が行われたのは1869年2月27日（ユリウス暦 2月15日）にモスクワで開催されたロシア音楽協会の第8回演奏会で、指揮はニコライ・ルビンシテインであった。作曲時には既存の筋書きが基になったわけではなかったが、初演に際してコンスタンティン・バチュシコフによる人間の生命の無常さを綴った韻文の言葉が総譜の標語として追加された。しかし、これがチャイコフスキー自身の発案であったのか、そもそも彼がこの韻文に精通していたのかどうかも定かではない。バチュシコフの韻文が陰鬱な主題である一方、音楽は壮大な序奏、抒情的で舞踏的なアレグロ、喜ばしいフィナーレと明るめの全体像の音楽となっており、聴衆は両者の不一致に困惑しつつも音楽には温かい称賛を贈った。初日の夜、チャイコフスキーは弟のアナトーリに手紙をしたためている。「あれは私がこれまでに書いた中でも最高のもののようです。少なくとも、人々はそう言っています（かなりの成功でした）。」
続いてチャイコフスキーはミリイ・バラキレフの元へ総譜を届け、作品の献呈を受諾してくれるように頼んだ。バラキレフはこれを受け入れ、自身がこの音楽をどう思うかに関わらず別途演奏の機会を設けると伝えた。こうして本作は3月29日（ユリウス暦 3月17日）にサンクトペテルブルクにて行われたロシア音楽協会の第9回演奏会でバラキレフの指揮により再演さる運びとなった。しかしながら、再演での聴衆の反応は初演の時のように芳しくはなかった。バラキレフがチャイコフスキーに宛てた書簡には次のようにある。
貴方の『運命』は[サンクトペテルブルクで]ほどよく上手い具合に演奏されました。（中略）拍手はあまり大きくありませんでしたが、これはおそらく曲の最後に置かれた訴えかけるような不協和音のためでしょう。私も全く好まない部分です。適切に練られておらず、非常にぞんざいにあつらえられたかのようです。継ぎ目が顕わになっていますが、貴方の不器用な継ぎはぎは全てそうです。なにより、形式自体がさっぱり機能していません。全体が全く以て統一されていないのです。（中略）私はすっかり正直な気持ちで貴方へ書き送っています。貴方が私へ『運命』を献呈する意志を取り下げたりしないであろうと確信してのことです。貴方の献呈は私に対する思いやりのしるしとして私にとってはかけがえのないものです - そして私は貴方に深く心酔しているのです。
M.バラキレフ - 心からの愛をこめて。
他にも本作の芸術的な不均衡に言及する批評家がいた。この頃にはチャイコフスキーとデジレ・アルトーの両者の心中では共に結婚の意思に変化が生じていた。双方ともそのことを相手に伝えたわけではなかったが、それでもチャイコフスキーはニコライ・ルビンシテインを通じて彼女が別の男性と結婚したことを知らされてショックを受けた。相手はスペインのバリトン、マリアーノ・パディーヤ・イ・ラモスであり、1869年9月のことであった。チャイコフスキーが本作に向けていた好ましい見方も変化していった - 彼はこれを失敗作と看做すようになったのである。1870年代に原稿を破棄してしまい、本作は作曲者の生前には2度と演奏されることも出版されることもなかった。しかし、彼は本作の抒情的主題をオペラ『オプリーチニク』の第4幕、ナターリャとアンドレイの二重唱へと転用している。その際、調性は変イ長調から変ニ長調へと移調された。
チャイコフスキー没後の1896年、オリジナルの管弦楽パート譜を元に総譜が再構成され、ミトロファン・ベリャーエフにより遺作として作品番号77を与えられて出版された。

## 楽器編成
ピッコロ、フルート2、オーボエ2、コーラングレ、クラリネット2（B）、ファゴット2、ホルン4、トランペット3（F）、トロンボーン3、テューバ、ティンパニ、シンバル、トライアングル、タムタム、ハープ、弦五部。

## 演奏時間
約14-17分。

## 楽曲構成
自由な形式で書かれている。弦楽器のユニゾンによる主題提示に開始する（譜例1）。この主題が曲の中央と終結部に現れることで全体が大きく2つの部分に分けられる。
譜例1
ハ短調の主題が対位法的に出され（譜例2）、関連する変イ長調の旋律が弦楽器で伸びやかに歌われる（譜例3）。譜例3はゲルマン・ラローシやバラキレフからも称賛を受けた。
譜例2
譜例3
次いでティンパニが刻むリズムに乗せて、ヴィオラが不吉な主題を提示する（譜例4）。
譜例4
譜例4が大いに発展し、その頂点で譜例1が再現する。後半は様々な音色と展開手法が用いられており、ます全休止を挟んでホルンに譜例3が出され、弦楽器へと歌い継がれていく。静まった後、再びティンパニの導入に続いて譜例4が奏されて劇的に展開する。最後は譜例1がハ長調となって奏され、主音の斉奏によって堂々と終結する。